# 东台路
東台路是中華人民共和國上海市黃浦區一條南北走向道路，共分兩段，北段北起太倉路，南至自忠路以南的住宅區。南段北起復興中路，南至肇周路。道路全长586米，宽12.1至12.6米，车行道宽7.4米。
道路於清朝光绪二十八年（1902年）修建，當時名為泰山路。光绪三十二年（1906年），道路以上海法租界公董局副总董的名字改名為安纳金路（Rue Hennequin）。中華民国32年（1943年）年更名為東台路，路名來自於江苏东台。
1985年5月，东台路旁的浏河路被辟为综合市场。东台路則形成花鸟市场。1989年，上海市文物管理委员会允許浏河路開設旧工艺品市场，供商家和顧客交易中華民国元年（1912年）以后中国和外国制作、生产的旧工艺品。由于东台路和浏河路是两条交叉的小马路，由於瀏河路的攤販增多，东台路也出現了舊工藝品商铺。20世纪90年代中期，由于中國國內外客人來到東台路購買工艺品，东台路的名气超過了浏河路，並且還出現了东台路古玩市场這一稱呼。中國國外出版的上海旅游手册上，东台路古玩市场與外滩、豫园等處並列為「上海必玩之地」。据作家沈嘉祿表示，他曾經看到刘德华、罗大佑等人來到東台路古玩市場淘舊貨。後來因為都市更新的需要，上海市當局決定拆除東台路古玩市場。2015年6月，东台路古玩市场正式關閉。2016年，几乎所有古玩商家全部搬离東台路。